# Jan Kopecký

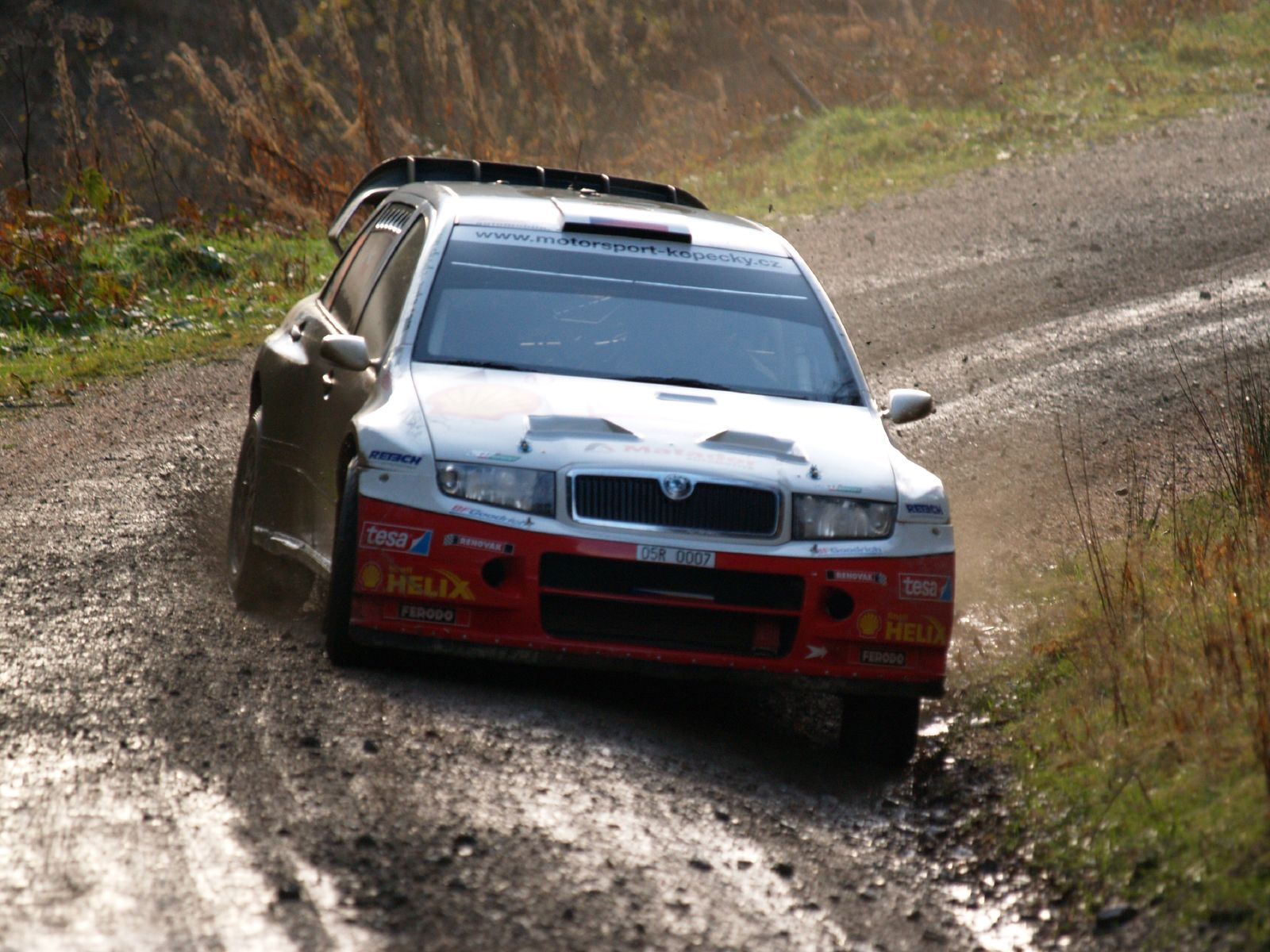
Kopecký al Ral·li de Gal·les de 2007.

Jan Kopecký (Opočno, República Txeca; 28 de gener del 1982) és un pilot de ral·lis txec que ha participat en el Campionat Mundial de Ral·lis organitzat per la Federació Internacional d'Automobilisme (FIA), en el Campionat d'Europa de Ral·lis i en el Intercontinental Rally Challenge. Campió del Món en la categoria WRC 2 l'any 2018, del Campionat d'Europa l'any 2013 i del Campionat d'Àsia Pacífic l'any 2014.

## Trajectòria
Kopecký s'inicia als ral·lis l'any 2001 guanyant el Campionat Txec de Rallysprints, començant a disputant el Campionat Txec de Ral·lis a partir de l'any següent. L'any 2004 guanyaria el Campionat Txec amb un Škoda Fabia WRC. De fet, en paral·lel a la seva trajectòria internacional, Kopecký també guanyaria el certamen nacional l'any 2012, 2015, 2016, 2017, 2018 i 2019.
A partir del 2006 comença a disputar de forma habitual proves del Campionat Mundial de Ral·lis, si bé el seu debut en aquest campionat va ser al Ral·li d'Alemanya de l'any 2002.
El 2009, Kopecký disputa per primera vegada el Intercontinental Rally Challenge amb un Škoda Fabia S2000, finalitzant subcampió per darrere de Kris Meeke. No obstant, aconseguiria la victòria al Ral·li Príncep d'Asturies i al Ral·li de Zlín. Els tres anys posteriors tornaria a quedar subcampió del Intercontinental Rally Challenge, l'any 2010 superat pel seu company d'equip Juho Hänninen, mentre que l'any 2011 i 2012 per Andreas Mikkelsen, també company al equip Škoda.
Sense deixar Škoda, després de la desaparició del Intercontinental Rally Challenge, l'any 2013 disputa el Campionat d'Europa de Ral·lis i aconsegueix alçar-se amb el títol, guanyant 6 dels ral·lis del campionat, entre ells el Ral·li de Croàcia.
L'any 2014 guanya el Campionat de Ral·lis Àsia-Pacífic amb Škoda de la mà de l'equip MRF Racing.
Des del 2015 disputa amb l'equip Škoda la categoria WRC 2 del Campionat Mundial de Ral·lis, categoria en la que s'alçaria vencedor l'any 2018.